# Драма в Мексике
«Драма в Мексике» (фр. Un drame au Mexique) — одно из ранних прозаических произведений французского писателя Жюля Верна, впервые появившееся в 1851 году под названием «Первые корабли Мексиканского флота» (фр. L'Amérique du Sud. Etudes historiques. Les Premiers Navires de la Marine Mexicaine) в журнале "Musée des familles. Иллюстрации к рассказу авторства художников Эжена Фореста и Александра де Бара позже более не использовались.
25 ноября 1876 года рассказ вместе с романом о России «Михаил Строгов» вышел в свет отдельным изданием с шестью иллюстрациями Жюля Фера.

## История создания
В 1851 году Верну встретился земляк из Нанта Пьер-Мишель-Франсуа Шевалье (известный как Питр-Шевалье), который был главным редактором журнала «Musée des familles». Он искал автора, способного увлекательно писать о географии, истории, науке и технологиях, не теряя образовательного компонента. Верн с присущей ему тягой к наукам, особенно к географии, оказался подходящей кандидатурой. Первый предоставленный для печати рассказ «Первые корабли Мексиканского флота» Питр-Шевалье опубликовал в июле 1851 года. В письме к отцу Жюль Верн признавался, что создал рассказ под влиянием приключенческих романов Фенимора Купера. С этих пор Жюль Верн в своих произведениях сочетал авантюрный роман и приключения с историческими экскурсами. С 1857 года рассказ стал переводиться на другие языки.
Верн ещё опишет реальный случай бунта на корабле в рассказе «Мятежники с „Баунти“», в романах «Путешествие и приключения капитана Гаттераса» и «Дядюшка Робинзон».

## Сюжет
«Восемнадцатого октября 1825 года испанские суда, корвет „Азия“ и восьмипушечный бриг „Констанция“, бросили якорь в порту одного из Марианских островов — Гуама». Два военных корабля когда-то могущественной испанской морской державы держат курс на Филиппины. На борту вспыхивает бунт под предводительством лейтенанта Мартинеса и марсового матроса Хосе. Они хотят захватить корабль и продать его молодой Мексиканской конфедерации. За предательство и смерть капитана дона Ортева клянётся отомстить юнга Пабло. Вместе с старшим матросом Якопо он тайно покидает стан мятежников.
В Акапулько Мартинес и Хосе отправляются в столицу Мексики за разрешением нового президента по вопросу кораблей. Однако в этом путешествии их преследуют неудачи, которые воспринимаются как зловещие предзнаменования. Мартинес на грани помешательства убивает Хосе и бросается к каньону. На другом конце моста перед ним возникает Пабло, но обратный путь также отрезан, поскольку там стоит Якопо. Пабло и Якопо разрезают крепкие лианы, и мост вместе с Мартинесом падает в бездну.
«Вот так родился мексиканский военный флот. Из испанских судов, проданных предателями новому республиканскому правительству. Эти корабли положили начало небольшой эскадре, которая потом сражалась с американскими военными судами за Калифорнию и Техас».